# 행락상어
행락상어(Hemitriakis japonica, Hemitriakis japanica)는 흉상어목 까치상어과에 속하는 물고기이다. 몸길이는 1.7m가 되며 상어에서는 중소형의 크기에 속한 어류이다.

## 특징과 먹이
행락상어는 등지느러미가 2개이며 제1등지느러미와 제2등지느러미의 크기가 거의 같다. 제2등지느러미가 뒷지느러미보다 더욱 크며 꼬리지느러미의 상엽엔 움푹 페인 흠이 존재하고 위쪽이 아래쪽보다 더 큰 특징이 존재한다. 몸의 옆줄을 기점으로 등쪽은 회갈색을 띄고 아래쪽엔 흰색을 띈다. 눈은 비교적 크고 초록색의 눈동자가 존재하며 눈의 점막이 있어 눈을 보호한다. 콧구멍의 옆에는 둥근 이파리 모양의 살이 있고 양쪽 콧구멍 사이에 거리는 콧구명 폭의 약 2.5배나 된다. 또한 2개의 등지느러미와 항문지느러미에는 흰색의 반점이 존재하며 꼬리지느러미는 윗쪽 상하엽이 매우 길게 뻗어있고 아래쪽의 상하엽은 짧은 것이 특징이다. 먹이로는 멸치, 청어, 정어리와 같은 작은 물고기들과 다양한 무척추동물을 잡아먹는 육식성물고기에 속한다.

## 서식지
행락상어의 주요한 서식지는 북서부 태평양이며 대한민국의 남해, 일본, 대만에서 하와이까지를 주된 서식 국가로 삼고 있다. 수심 10~70m의 대륙붕이나 육지와 가까운 연안에서 주로 서식하는 표해수대 어류에 속한다.

## 같이 보기
- 흉상어목
- 까치상어과

1. ↑  Walls, R.H.L.; Rigby, C.L.; Derrick, D.; Dyldin, Y.V.; Herman, K.; Ishihara, H.; Jeong, C.-H.; Semba, Y.; Tanaka, S.; Volvenko, I.V.; Yamaguchi, A. (2021). “Hemitriakis japanica”. 《IUCN 적색 목록》 (IUCN) 2021: e.T161507A124497048. doi:10.2305/IUCN.UK.2021-1.RLTS.T161507A124497048.en. 2021년 11월 18일에 확인함.